# Chiesa di San Lorenzo (Arcade)
La chiesa di San Lorenzo Diacono e Martire è la parrocchiale di Arcade, in provincia e diocesi di Treviso; fa parte del vicariato di Nervesa.

## Storia
La prima chiesa costruita ad Arcade risalirebbe al XV secolo, che fu poi ristrutturata durante il XIX secolo.
Il 10 novembre 1917 la chiesa venne colpita e distrutta durante un bombardamento austriaco. Nel 1921 si decise di riedificare la parrocchiale e il progetto fu affidato all'architetto Attilio Scattolin.
Nel 1923 iniziò la ricostruzione dell'edificio, terminata nel 1925. Nel 1932 venne eretto il campanile e, tra il 1978 ed il 1989 la chiesa fu oggetto di vari restauri.